# Кутред (король Кенту)
Кутред (давн-англ. Cuthred, Cuþræd; ? —807) — король Кенту у 798—807 роках.

## Життєпис
Походив з династії Ікелінгів. Син Кутберта, елдормена в якійсь області Мерсії. Про дату народження нічого невідомо. Захопивши Кент у 798 році, Кенвульф, король Мерсії, посадив там Кутреда. Останній визнав зверхність Мерсії.
Під час правління Кутреда в 803 році відбувся собор у Клавішо, на якому було скасовано Лічфілдське архієпископство і відновлено Кентерберійське архієпископство. При Кутреді трапився перший набіг вікінгів на Кент. Між 800 та 807 роками відомо про 50 монет Кутерад. Відома хартія Кутреда від 805 року щодо дарування маєтностей абатству Лимінге. Між 805 та 807 роках надав землі префекту Гедиге.
Помер у 807 році. Після смерті Кутреда Кенвульф став сам правити Кентом.

## Родина
- Кінеберт
- Кенвальд